# Yoo Jae-suk
Yoo Jae-suk (hangul: 유재석) nascido em 14 de agosto de 1972, é um comediante sul-coreano, além de apresentador e personalidade da televisão. Ele é integrante de diversos programas televisivos, incluindo os populares e de grande audiência Infinite Challenge e Running Man. Yoo é conhecido por sua sagacidade e ampla variedade de apelo junto ao público, o que o estabeleceu como um dos principais comediantes e personalidades da televisão sul-coreana. Devido sua popularidade ao longos de seus anos em atividade, recebeu o título de "O MC da Nação" (국민 MC), e pelo voto de internautas, foi proclamando o comediante coreano mais popular por cinco anos seguidos (2004–2008).

## Biografia
Nascido em 14 de agosto de 1972 em Seul, Coreia do Sul. Yoo é o mais velho de três irmãos. Ele frequentou o Instituto de Artes de Seul, mas foi incapaz de se formar devido à sua agenda ocupada como um comediante.

## Carreira

### Início
A estreia de Yoo na televisão aconteceu durante o Comedian Festival da KBS (para estudantes universitários) em 1991, onde ele realizou uma paródia de um comercial com Choi Seung-gyung. Yoo fez um cover de dança da música "Step by Step" do grupo estadunidense New Kids on the Block, este também é um de seus primeiros momentos memoráveis. Em 2002, após nove anos difíceis como um comediante relativamente desconhecido, graças a uma recomendação de Choi Jin-sil, ele integrou um programa chamado Live and Enjoy Together. O programa tornou-se instantaneamente popular e desde então Yoo começou a hospedar muitos outros programas de variedades. Ele então se tornou proeminente quando co-organizou um programa chamado The Crash of MCs com Kang Ho-dong, Lee Hwi-jae e Kim Han-seok.
Seu primeiro grande prêmio recebido, veio do popular programa chamado Happy Together Friends. Seu conceito era que personalidades da televisão tentassem encontrar seus amigos da escola (cinco deles) de muitos (falsos amigos) que estavam sentados atrás de uma mesa. O programa foi concebido para trazer de volta memórias nostálgicas sobre os dias escolares. Este prêmio foi especialmente memorável, não apenas porque foi o primeiro de Yoo, mas porque era da emissora onde ele fez sua estreia.

### Reconhecimento como o "MC da Nação"

#### X-Man
Mais tarde, Yoo passou a apresentar o programa X-Man, que logo tornou-se um dos programas mais populares e mais vistos na Coreia do Sul. Durante esse tempo, ele se tornou cada vez mais popular e muitos programas passaram a apelidar-lo de "O MC da Nação". Em seguida, Yoo passou a ser membro de diversos programas como New X-Man, Old TV (em que os convidados iriam re-encenar séries clássicas da televisão), e Haja! Go! (Let's Do It) da SBS, que foram cancelados devido a baixa audiência nas noites de domingo. No entanto, X-Man encontrou sucesso na sindicalização internacional.

#### Infinite Challenge
Yoo é parte do elenco do programa de variedades de comédia ,Infinite Challenge, com Jeong Hyeong-don e Noh Hong-chul. Ele é o apresentador principal desde 2005 e um dos membros fundadores do programa. O mesmo não era popular quando foi exibido pela primeira vez e suas avaliações médias eram baixas (cerca de 5 por cento). Depois de Kim Tae-ho assumir o cargo de novo PD, o programa sofreu diversas mudanças tanto em seu conceito quanto no elenco. Em 2006, novos membros como Park Myeong-su, Haha e Jeong Jun-ha foram adicionados. Na época em que sua terceira temporada foi ao ar ainda em 2006, o conceito e formato de "variedade-reality" tornou-se muito popular, e Infinite Challenge tornou-se o precursor de muitos programas que seguiram com o seu mesmo formato ou similares. Desde 2 de dezembro de 2006, o programa recebeu a mais alta classificação de audiência para o horário de sábado à noite.
Infinite Challenge é visto como o programa favorito e o melhor do Yoo, porque não só conheceu sua esposa Na Kyung-eun durante a 2ª temporada, ele foi capaz de ganhar ainda mais popularidade devido à crescente popularidade do show e sua significativa para o público em geral. Ele acabou ganhando um total de seis Grand Prizes (2006, 2007, 2009, 2010, 2014, 2016) com o programa. Seu amor por este programa foi refletido durante a conversa de 1-em-1 com co-anfitrião Jeong Hyeong-don, em "Pausa" especial (S04E300) que foi ao ar em 20 de outubro de 2012. Ele disse:
"Eu acho que minha vida na televisão e em programas de variedades, estará vinculada ao destino proporcionado de Infinite Challenge" e "Quando é que vamos começar a fazer outro programa como este? Não importa o quão duro você tente, vai ser impossível fazer outro como este". 

#### Programas de entrevistas:Come to PlayeHappy Together
Yoo também é co-apresentador de Come to Play com Kim Won-hee e Happy Together (temporada 3) com Park Myeong-su, Park Mi-sun e Shin Bong-sun. Ele tem apresentado estes programas de entrevistas por um longo período de tempo (ambos mais de 5 anos), e as classificações de audiência têm sido consistentemente elevadas durante esse período. Embora Happy Together ainda esteja sendo transmitindo, Come to Play foi cancelado em 2012. Yoo tenta o seu melhor para diferenciar seus estilos de apresentação, com base em quem seus convidados são e sobre sua situação atual.

#### Programas de variedades:Good Sunday,Family OutingeRunning Man
Em 15 de junho de 2008, Yoo tornou-se o principal apresentador de Family Outing como parte da programação do Good Sunday da SBS, juntamente com Lee Hyori, Yoon Jong-shin, Kim Su-ro, Lee Chun-hee, Daesung, Park Ye-jin e Kim Jong-kook (desde o episódio 19), eles formaram a "família" durante o programa. Family Outing tornou-se um dos principais programas da Coreia do sul, consistentemente obtendo as classificações de audiência mais altas no meio da tarde dos domingos, e ganhou popularidade online entre os fãs da onda coreana.
Desde 11 de julho de 2010, Yoo integrou o elenco do programa de ação urbana Running Man, juntamente com o companheiro de Infinite Challenge Haha e outros artistas como Ji Suk-jin, Kim Jong-kook, Gary (que deixou o programa no episódio 324, para se concentrar em sua carreira musical), Song Ji-hyo, Lee Kwang-soo, Song Joong-ki (que deixou o programa no episódio 41, para se concentrar em sua carreira de ator) e Lizzy do After School (que deixou o programa por razões desconhecidas). Embora Running Man não tenha obtido um bom início nas classificações de audiência, tornou-se mais tarde extremamente popular, atingindo inclusive os fãs da onda coreana.

### Aparições como convidado e colaborações
Em 2012, Yoo e o elenco de Infinite Challenge: Noh Hong-chul e Haha, apareceram no vídeo musical de "Gangnam Style" do rapper Psy durante sua execução, ele reprisou o personagem de dançarino retrô que criou para a banda "Sagging Snail" no "Infinite Challenge's West Coast Highway Music Festival Special" onde Psy também apareceu. Junto com o elenco de Infinite Challenge, Yoo mais uma vez apareceu no vídeo musical de Psy intitulado "Gentleman".

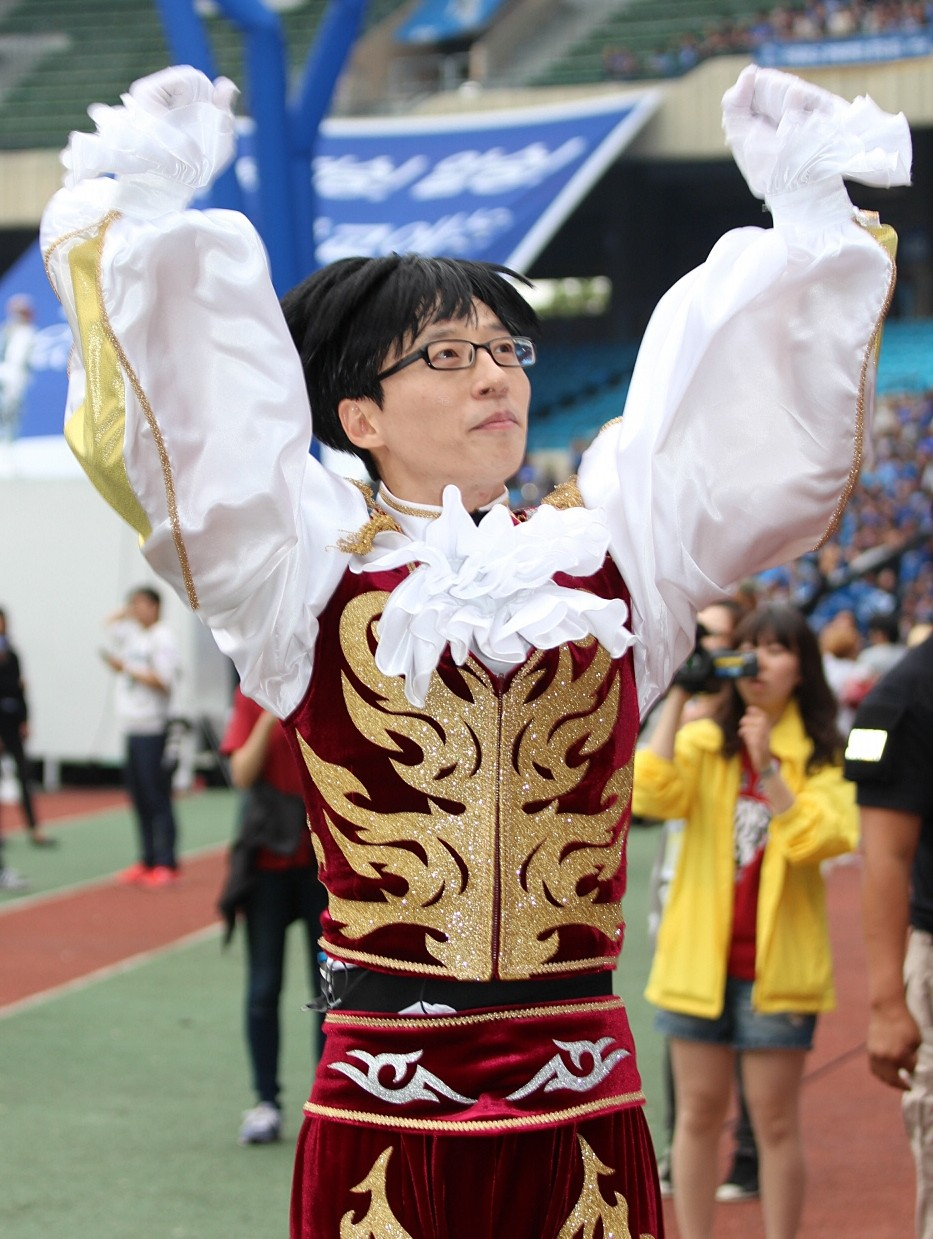
Yoo Jae-suk em setembro de 2013.

Em 15 de julho de 2015, Yoo assinou um contrato exclusivo com FNC Entertainment depois de ter ficado sem uma agência por cerca de 5 anos. Em setembro de 2015, ele fez uma aparição no drama sul-coreano My Daughter, Geum Sa-wol. De 2015 a 2016, Yoo apresentou o programa Two Yoo Project Sugar Man junto com You Hee-yeol, o mesmo se concentra em refazer as músicas de sucesso de cantores que desapareceram do público. Ainda em 2016, Yoo colaborou com o grupo EXO para o projeto da SM Station para a canção "Dancing King", que também foi uma colaboração para o programa Infinite Challenge. 

## Nos meios de comunicação
Além de ser apelidado de "O MC da Nação", ele também é apelidado de "O Gafanhoto", devido às suas primeiras aparições, onde vestiu-se como um gafanhoto.
Conhecido como um das estrelas mais amadas em Coreia, Yoo tem sido escolhido como modelo por outros artistas, bem como os cidadãos de seu país. Ele também é conhecido por seus atos de caridade. Além disso, Yoo é o primeiro apresentador de televisão a ter sua própria figura de cera, exibida no Grevin Seoul Museum.

## Vida pessoal
Em 6 de julho de 2008, Yoo casou-se com a locutora da MBC, Na Kyung-eun , que trabalhou com ele no programa Infinite Challenge Yoo e sua esposa tiveram seu primeiro filho, um menino, em 1 de maio de 2010.

## Filmografia

### Apresentação
Lista de programas em exibição atualmente
| Ano           | Título                       | Emissora | Notas                                                     |
| ------------- | ---------------------------- | -------- | --------------------------------------------------------- |
| 2006–presente | Infinite Challenge           | MBC      | Membro (Apresentador principal) (desde 6 de maio de 2006) |
| 2007–presente | Happy Together (temporada 3) | KBS2     | Co-apresentador (desde 28 de junho de 2007)               |
| 2010–presente | Running Man                  | SBS      | Membro (desde 11 de julho de 2010)                        |

Lista de programas extintos
| Ano         | Título                                                                     | Emissora | Notas                  |
| ----------- | -------------------------------------------------------------------------- | -------- | ---------------------- |
| 2000 - 2002 | Achievable Saturday – Star Survival Donggeodongrak (Live and Fun Together) | MBC      | Apresentador           |
| 2002        | Super TV Enjoy Sunday                                                      | KBS2     | Co-apresentador        |
| 2002        | ! Exclamation Mark                                                         | MBC      | Co-apresentador        |
| 2002 - 2003 | Dangerous Invitation                                                       | KBS      | Co-apresentador        |
| 2003 - 2007 | X-Man                                                                      | SBS      | Apresentador principal |
| 2004 - 2005 | Happy Together – Tray Singing Room (Karaoke)                               | KBS2     | Co-apresentador        |
| 2004 - 2012 | Yoo Jae-suk & Kim Won-hee's Come to Play                                   | MBC      | Apresentador           |
| 2005 - 2007 | Happy Together – Tray Singing Room (Karaoke)                               | KBS2     | Co-apresentador        |
| 2005 - 2007 | Yoo Jae-suk's Truth Game                                                   | SBS      | Apresentador           |
| 2007        | Haja Go! (Let's Do It!)                                                    | SBS      | Apresentador principal |
| 2007        | Old TV                                                                     | SBS      | Apresentador principal |
| 2007 - 2008 | Miracle Contestant                                                         | SBS      | Apresentador           |
| 2008 - 2010 | Family Outing                                                              | SBS      | Apresentador           |
| 2014        | I Am a Man                                                                 | KBS2     | Co-apresentador        |
| 2015-2016   | Two Yoo Project Sugar Man                                                  | JTBC     | Apresentador           |
| 2015-2016   | Same Bed, Different Dreams temporada 1                                     | SBS      | Apresentador           |

### Dramas de televisão
| Ano         | Título                   | Papel                                  | Emissora |
| ----------- | ------------------------ | -------------------------------------- | -------- |
| 2000 - 2001 | Great Friends            |                                        | KBS      |
| 2005        | Banjun Drama             |                                        | SBS      |
| 2008        | Yi San                   | participação                           | MBC      |
| 2009        | Queen of Housewives      | participação                           | MBC      |
| 2015        | The Girl Who Sees Smells | participação com elenco de Running Man | SBS      |
| 2015        | My Daughter, Geum Sa-wol | participação                           | MBC      |

### Filmes
| Ano  | Título                        | Papel                                   |
| ---- | ----------------------------- | --------------------------------------- |
| 1994 | Tyranno's Toenail             |                                         |
| 2008 | Bee Movie                     | (dublagem coreana como Barry B. Benson) |
| 2009 | White Tuft, the Little Beaver | (dublagem coreana como narrador & Owl)  |

### Aparições em vídeos musicais
| Ano  | Título da Canção                  | Artista                                   |
| ---- | --------------------------------- | ----------------------------------------- |
| 2004 | "Cause' You're Pretty" (이쁘니까) | Shinnago (신나고)                         |
| 2005 | "Look Out the Window"             | Kang Ho-dong                              |
| 2009 | "Let's Dance"                     | Future Liger (com Tiger JK, Tasha)        |
| 2012 | "Room Nallari" (방구석 날라리)    | Sagging Snail (처진 달팽이; com Lee Juck) |
| 2012 | "Gangnam Style" (강남스타일)      | Psy                                       |
| 2013 | "Gentleman"                       | Psy                                       |
| 2014 | "Beep"                            | Park Ji-yoon                              |
| 2015 | "Tell Me One More Time"           | Jinusean                                  |
| 2016 | "Dancing King"                    | EXO                                       |